# Cantieri Aeronautici e Navali Triestini
Cantieri Aeronautici e Navali Triestini (kurz: CANT) war ein italienischer Hersteller für Flugzeuge, der von 1923 bis 1944 existierte.

## Geschichte
Die CANT wurde 1923 von der Familie Cosulich in Triest gegründet. Ihr gehörte schon die Cantiere Navale Triestino (CNT), eine Schiffswerft in Triest und ebenda ein Lufttaxiunternehmen (SISA). Die erste Werkstatt wurde bei den Docks in Monfalcone eröffnet und man spezialisierte sich von Anfang an auf Wasserflugzeuge. Das erste erfolgreiche Modell war die ab 1925 gebaute CANT 6, ein dreimotoriges Flugboot. Ab 1925 begann die SISA mit der Pilotenausbildung für die Regia Marina und Regia Aeronautica. Dafür nutzten sie die eigenen Doppeldecker CANT 7 und CANT 18. 1926 wurden Fluglinien von der SISA eingerichtet, welche CANT 10 und CANT 22 nutzten. Der Chefkonstrukteur zu diesem Zeitpunkt war Raffaele Conflenti.
1933 intervenierte der damalige Luftwaffenminister Italo Balbo und konnte Filippo Zappata dazu bringen, für CANT statt für Blériot zu arbeiten. In den folgenden neun Jahren entwickelte er für CANT 18 Prototypen, welche mehr als 40 Weltrekorde einfliegen konnten. Die Firma vergrößerte sich von 250 auf über 5000 Mitarbeiter. Sie wurde durch den Bau eines Werks für Landflugzeuge, ein eigenes Testzentrum und eines eigenen Flugplatzes erweitert. Das Flugboot CANT Z.501 und das Schwimmerflugzeug CANT Z.506 wurden im großen Maßstab von der Regia Aeronautica genutzt, die CANT Z.506 ab Oktober 1943 auch von der Deutschen Lufthansa. Der dreimotorige Bomber CANT Z.1007 Alcione galt aufgrund seiner herausragenden Flugeigenschaften als der beste italienische Bomber im Zweiten Weltkrieg. Diese Flugzeuge waren allesamt in Holzbauweise gefertigt. Erst ab 1939 begann die Fertigung von Ganzmetallflugzeugen mit der CANT Z.1018 Leone. Zappata, immer unzufriedener bei CANT, begann mit Verhandlungen mit Breda, zu denen er 1942 auch wechselte. Diesem Wechsel und den von CANT für den Krieg geforderten Mengen an Flugzeugen konnte bis zum Waffenstillstand von Cassibile nicht mehr Rechnung getragen werden. Die Besetzung der Fabriken durch das Deutsche Reich und mehrere Luftangriffe der USAAF zwischen März und April 1944, bei der die Fabriken fast völlig zerstört wurden, beendeten die Existenz der Firma Cantieri Aeronautici e Navali Triestini.

## CANT-Flugzeuge
- CANT 6
- CANT 7
- CANT 10
- CANT 18
- CANT 22
- CANT 25
- CANT 26
- CANT 36
- CANT 37
- CANT Z.501
- CANT Z.506
- CANT Z.508
- CANT Z.509
- CANT Z.511
- CANT Z.515
- CANT Z.1007
- CANT Z.1010
- CANT Z.1011
- CANT Z.1012
- CANT Z.1018

Die Flugzeuge ab der CANT Z.501 wurden in Kooperation mit der Cantieri Riuniti dell’Adriatico vermarktet und tragen deswegen in vielen Texten die vorangestellte Kennzeichnung CRDA.